# Labeobarbus caudovittatus
Labeobarbus caudovittatus är en fiskart som först beskrevs av George Albert Boulenger 1902.  Labeobarbus caudovittatus ingår i släktet Labeobarbus och familjen karpfiskar. IUCN kategoriserar arten globalt som livskraftig. Inga underarter finns listade i Catalogue of Life.